# La Boîte en carton
La Boîte en carton (The Adventure of the Cardboard Box en version originale), est l'une des cinquante-six nouvelles d'Arthur Conan Doyle mettant en scène le détective Sherlock Holmes. Elle est parue pour la première fois dans la revue britannique Strand Magazine en janvier 1893.
Contrairement aux onze autres nouvelles de Conan Doyle parues dans le Strand Magazine de décembre 1892 à décembre 1893, La Boîte en carton n'a pas été incluse dans la première édition britannique des Mémoires de Sherlock Holmes. La première édition américaine du recueil comprenait en revanche cette nouvelle, mais les éditions suivantes l'en ont exclue. Certaines éditions américaines ultérieures ont fait figurer La Boîte en carton dans le recueil Son dernier coup d'archet. Les raisons exactes de l'exclusion de cette nouvelle sont inconnues, mais il semblerait que ce soit l'évocation assez explicite de pratiques libertines et de relations sexuelles hors mariage qui ait poussé les éditeurs à ne pas la publier.

## Résumé

### Mystère initial
L'inspecteur Lestrade contacte Sherlock Holmes pour l'aider à résoudre une affaire étrange. Susan Cushing, paisible habitante du district londonien de Croydon, a reçu par la poste une boîte en carton remplie de sel dans lequel se trouvent deux oreilles humaines tranchées. Susan Cushing est particulièrement choquée et ne comprend pas qui a pu lui envoyer cela et pour quelle raison.

### Résolution
Holmes, en observant les oreilles, remarque que l'une d'elles appartient à une femme, et l'autre à un homme. Il se rend rapidement compte que l'oreille féminine ressemble beaucoup à celle de Susan Cushing. En interrogeant cette dernière, Holmes apprend qu'elle a deux sœurs : Sarah et Mary. Mary est mariée à un dénommé Jim Browner, marin de son état. Sarah est quant à elle célibataire et vivait il y a encore peu de temps avec Susan à Croydon. Holmes comprend ainsi que le paquet, adressé au nom de « S. Cushing », était en fait destiné à Sarah Cushing et non à Susan. L'émetteur du paquet n'était visiblement pas au courant que Sarah avait déménagé. 
Holmes apprend par ailleurs par Susan que sa sœur Sarah s'était violemment disputée avec Jim Browner, le mari de Mary. Or, l'analyse du paquet révèle à Holmes qu'il a été confectionné par un marin. Mary révèle aussi à Holmes le bateau sur lequel travaille Jim Browner. Holmes rend ensuite visite à Sarah qui souffre d'un dérangement cérébral très sérieux et ne peut recevoir personne.
Le détective est donc certain que Jim Browner a envoyé ce paquet à l'attention de Sarah qui ayant lu l'histoire dans le journal a compris ce qu'avait fait Jim et le choc l'a alité. Il prévient alors Lestrade pour que celui-ci procède à l'arrestation de Browner. 
Quelques jours plus tard, Lestrade informe Holmes du succès de l'arrestation et des aveux de Browner, qui lui sont joints. Browner vivait heureux avec Mary jusqu'à ce que Sarah vienne emménager chez eux. Sarah a alors fait des avances à Browner, et celui-ci a refusé. Mécontente de ce refus, Sarah a commencé à convaincre Mary que son mari Jim Browner n'était pas digne de sa confiance. Browner, voyant l'attitude de sa femme changer à son égard, s'est mis à boire et à devenir plus violent, ce qui a fait empirer sa relation avec Mary. Sarah a alors commencé à fréquenter un certain Alec Fairbairn, un homme plaisant qui venait souvent au domicile de Jim, Mary et Sarah, et a fini par passer de plus en plus de temps avec Mary. Lorsque Browner s'en est rendu compte, il a ordonné que Fairbairn ne remette plus les pieds chez lui, ce qui a poussé Sarah à quitter elle aussi le domicile. Néanmoins, Sarah emménage près de chez Mary et Jim et continue à inviter Mary et Alec chez elle. Peu après, Browner devait partir pour un voyage de quelques jours en bateau, mais le départ fut compromis et il revint plus tôt que prévu. En chemin, il croisa un fiacre où se trouvait Mary riant aux éclats en compagnie de Fairbairn. Fou de rage, Browner les suivit. Les deux amants prirent un train pour New Brighton d'où ils empruntèrent une barque pour se promener sur la mer. Browner prit à son tour une barque et les rattrapa au large. Dans sa rage, Browner tua les deux amants. Browner étant persuadé que tout ce malheur avait été causé à l'origine par Sarah, il décida de trancher à chacun une oreille et de les envoyer à Sarah, pour montrer à celle-ci les conséquences de ses actes malveillants envers lui.

## Adaptations

### Cinéma
Le cinéma s'est très tôt saisi de ce drame, avec  The Cardboard Box (1923, de la série Les dernières aventures de Sherlock Holmes).

### Télévision
La nouvelle a été adaptée en 1994 dans Les Mémoires de Sherlock Holmes avec Jeremy Brett dans le rôle de Holmes. Il s'agit du dernier épisode de la série. L'épisode a très bien été accueilli par les critiques et le public qui saluaient sa mise en scène et sa fidélité à la nouvelle.